# Psychotria chiapensis
Psychotria chiapensis är en måreväxtart som beskrevs av Paul Carpenter Standley. Psychotria chiapensis ingår i släktet Psychotria och familjen måreväxter. Inga underarter finns listade i Catalogue of Life.